# Cove (Hampshire)
Pour les articles homonymes, voir Cove.
Cove est un ancien village formant la partie occidentale de Farnborough dans le comté de Hampshire dans le sud-est de l'Angleterre au Royaume-Uni à 54 km au sud-ouest de Londres.

## Annexe